# それすらも日々の果て
『それすらも日々の果て』（それすらもひびのはて）は、一条ゆかりによる日本の漫画作品。

## 概要
『りぼんオリジナル』（集英社）の1983年秋・冬号と1984年春・初夏号に連載された。
『それすらも日々の果て』というタイトルは、作者が大変気に入っており、同名タイトルの文庫版あとがきにて、「一度しか使えないのが勿体ない。このタイトルさえ付けておけば、時代物でも戦争物でも何でも描けた。」と語っている。

## あらすじ
小杉由衣子、18歳、処女、一応彼氏あり。男にもセックスにも興味がないわけじゃないが、何となく彼にときめかない。
ある日、アルバイト先の画廊のオーナーの夫と出会い親しくなっていく由衣子。妻も恋人もいる大人の男に恋をしてしまった由衣子は……。

## 登場人物
小杉 由衣子（こすぎ ゆいこ）
大学生。それなりに見かけと頭に恵まれて大した不満もなく過ごしてきた。1年前から大学のテニス部の先輩と付き合っている。
小杉 春奈（こすぎ はるな）
由衣子の姉。大学時代に恋人と婚約し、2年OLとして勤め、現在結婚間近だが乗り気ではない様子。
神堂 燐子（しんどう りんこ）
由衣子の中学時代からの親友。高校までガリ勉で地味だったが、勉強のし過ぎで円形脱毛症になった時に自分を見つめ直し、女としての危機感を持ち劇的に変身した。現在は色んな男と遊び歩いている。
今泉 崇（いまいずみ たかし）
由衣子と同じ大学のテニス部の先輩。1年前に由衣子に交際を申し込み付き合い始めた。
小原 京子（おはら きょうこ）
画廊のオーナー。由衣子が憧れる素敵な女性。
小原 慎一郎（おはら しんいちろう）
京子の夫。音楽プロデューサー。京子とは別居中だが、月に何度かデートしている。

## 書誌情報
- 単行本：1985年5月 ISBN 4088533313（絶版）
- 文庫版：1998年11月 ISBN 4086172607